# Dibrova
Pour l'auteur, voir Volodymyr Dibrova
Dibrova (en ukrainien : Діброва ; en russe : Диброва ; en polonais : Dąbrowa) est une commune urbaine de l'oblast de Jytomyr, en Ukraine. Sa population s'élevait à 134 habitants en 2013.

## Géographie
Dibrova est arrosée par la rivière Jerev (ukrainien : Жерев) et se trouve à 24 km à l'est d'Olevsk, à 111 km au nord-ouest de Jytomyr et à 193 km au nord-ouest de Kiev.

## Histoire
Le village de Dibrova a été fondé sous le nom de Drov'ianyï Post (ukrainien : Дров'яний Пост) à la fin du XIXe siècle dans le cadre de la construction de la voie ferrée Sarny – Kiev. Il a le statut de commune urbaine depuis 1961. Des carrières de pierre à graviers sont exploitées dans les environs.

## Population
Recensements (*) ou estimations de la population :
| 1970* | 1979* | 1989* | 2001* |
| ----- | ----- | ----- | ----- |
| 1 332 | 1 483 | 1 079 | 194   |

| 2010 | 2011 | 2012 | 2013 |
| ---- | ---- | ---- | ---- |
| 140  | 138  | 136  | 134  |

## Transports
Dibrova se trouve à 138 km de Jytomyr par le train et à 150 km par la route. 